# Nepenthes attenboroughii
Nepenthes attenboroughii es una especie fanerógama, montana,  insectívora, del género Nepenthes; fue nombrada en homenaje del consagrado periodista y naturalista, Sir David Attenborough, que ha sido un entusiasta de este género. Esta especie se caracteriza por sus grandes odres distintivas, acampanadas, y acotadas hacia arriba.
El espécimen tipo de N. attenboroughii fue recolectado en el Monte Victoria, una montaña de roca ultrabásica en el centro de Palawan, Filipinas.

## Historia botánica

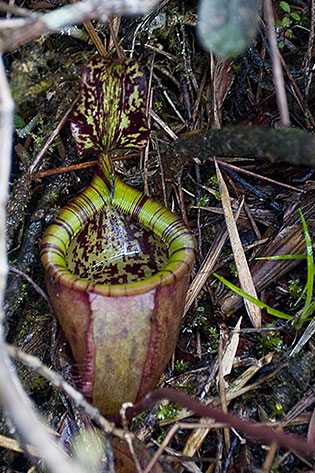
Roseta juvenil de N. attenboroughii mostrando su típica forma acampanada de pocos centímetros de altura.

Nepenthes attenboroughii fue descubierta por Alastair S. Robinson, Stewart R. McPherson y Volker B. Heinrich en junio de 2007, durante una expedición científica de dos meses para catalogar  diferentes especies de Nepenthes halladas en el archipiélago Filipino. La expedición se inició cuando misioneros reportaron haber visto Nepenthes gigantes en las montañas en 2000.
La descripción formal de N. attenboroughii fue publicada en febrero de 2009 en el Botanical Journal of the Linnean Society. El espécimen de herbario A. Robinson AR001 fue designado holotipo, y se depositó en el herbario de la  Universidad Estatal de Palawan (PPC), en Puerto Princesa.

## Descripción
Nepenthes attenboroughii es una planta arbustiva terrestre ascendente. El tallo,puede alcanzar 35 mm de espesor, es circular en corte seccional y alcanza una altura de 15 dm

### Hojas y urnas
Las hojas son coriáceas y sésiles o subpecioladas. Las hojas en roseta tienen 30 cm de largo y 10 cm de ancho. Las hojas son oblongas a elípticas, obtusas en el ápice y cortas en la base, abrazando al tallo en aproximadamente dos tercios de su circunferencia y ser decurrentes en 2-3 cm.
Nepenthes attenboroughii produce unas de las más urnas grandes del género, a veces incluso superando las de la N. rajah, aunque no se conoce con exactitud. El registro de urnas de N. attenboroughii tiene mediciones de más de 1,5 L en volumen, y podría exceder a 2 L. Las urnas inferiores son quebradizos y campanulados (acampanados), con 30 cm de alto y 20 cm de ancho,  emergiendo de zarcillos de 30-40 cm de largo y 4-9 mm en diámetro. Los zarcillos están achatados hacia la hoja, siendo semicirculares en corte transversal.
Las urnas superiores son similares a las inferiores, pero generalmente infundibulares, de 25 cm de alto y de 12 cm de ancho.

### Inflorescencia
Nepenthes attenboroughii tiene una inflorescencia racimosa de 8 dm de largo. La flor masculina tiene aproximadamente 100 flores pediceladas en un raquis de 45 cm de largo y a veces se llega a registrar ser bifurcadas en ocasiones. Las flores tienen brácteas y producen tépalos rojos, ampliamente ovadas con un ápice obtuso.
La inflorescencia femenina es más corta, de 65 cm de largo, nunca bifurcadas, y presenta unas 70 flores densamente arregladas en un compacto raquis de 2 dm de largo.  Los tépalos son pardos a purpúreos, ovales, y con un ápice agudo.

## Distribución yhábitat
Esta especie se conoce solo de áreas altas del Monte Victoria, Palawan, siendo endémica. Allí, crece arbustivamente de 8-18 dm de altura en relativamente escasas poblaciones de plantas en suelo rocoso, ultrabásico. No es simpátrica con otras especies Nepenthes.

## Carnivoria

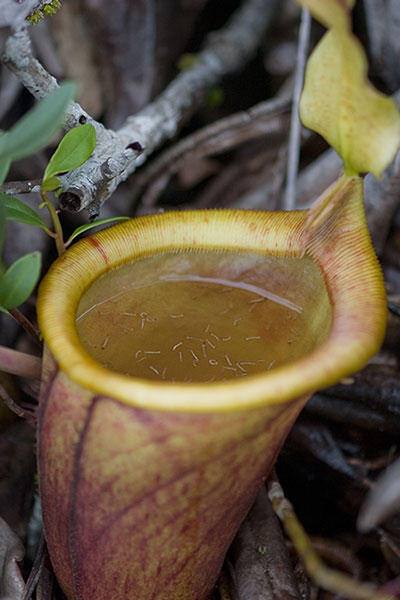
Una urna inferior de N. attenboroughii con una gran población de larvas de mosquito.

Las urnas de N. attenboroughii están abiertas a los elementos y normalmente completamente llenas de líquido. Este líquido viscoso está en la parte inferior de la urna con agua arriba, formando dos fracciones inmiscibles. La fracción superior tiene poblaciones de fauna de urna, particularmente larvas de mosquito, y esas urnas se benefician tanto de usuales capturas de presas como de detritos producidos por organismos viviendo dentro del líquido.

## Conservación
Nepenthes attenboroughii está registrada como vulnerable hacia la extinción por la World Conservation Union (IUCN).

## Especies relacionadas
Nepenthes attenboroughii está estrechamente relacionada con las especies de Palawan: N. mantalingajanensis y N. mira, a N. peltata de Mindanao, y con N. rajah de Borneo.